# Lars Kamp
Lars Kamp (* 28. März 1996 in Salzkotten) ist ein deutscher Basketballspieler.

## Spielerlaufbahn
Kamps Heimatverein ist der TV 1864 Salzkotten. Dort begann er seine Basketballkarriere, die er ab 2006 in der Jugendabteilung der Paderborn Baskets fortsetzte. 2012 wurde er mit den Paderbornern Meister der Jugend-Basketball-Bundesliga, Kamp war im Endspiel mit 29 Punkten an dem Erfolg beteiligt.
Später spielte er für den Verein in der höchsten deutschen Jugend-Spielklasse, der Nachwuchs-Basketball-Bundesliga, und sammelte ab der Saison 2012/13 erste Erfahrungen in Paderborns Herrenmannschaft in der 2. Bundesliga ProA. In der Saison 2014/15 musste er aufgrund einer Sprunggelenksverletzung lange pausieren, setzte anschließend aus demselben Grund in der Saison 2015/16 aus und wechselte im Sommer 2016 von Paderborn zu einem anderen Zweitligisten, den Hamburg Towers. Dort spielte er unter Trainer Hamed Attarbashi, der ihn als Jugendlicher einst entdeckte. Zudem spielte er dank einer Doppellizenz für Hamburgs Kooperationspartner, den SC Rist Wedel, in der 2. Bundesliga ProB. Für die Hamburger erzielte er in der Saison 2016/17 in 26 Spielen im Schnitt 6,1 Punkte, im Trikot des SC Rist bestritt er zwölf Einsätze (12,3 Punkte im Schnitt).
Im Sommer 2018 wechselte Kamp fest zum SC Rist Wedel, für den er bereits während seiner Hamburger Zeit mit einer Doppellizenz aufgelaufen war. Er stand für Wedel in der Saison 2018/19 in 25 ProB-Spielen auf dem Feld und erzielte im Durchschnitt 12,8 Punkte, 3,8 Rebounds, 3,2 Korbvorlagen sowie 2,4 Ballgewinne pro Partie. Dank einer Aushilfslizenz kam er zudem auf zwei Einsätze für die Towers in der ProA, die in diesem Spieljahr als Meister den Aufstieg in die Basketball-Bundesliga errangen. In der Sommerpause 2019 wechselte er gemeinsam mit Mario Blessing, Marius Behr sowie Trainer Félix Bañobre zum VfL Bochum. Kamp war Leistungsträger der Bochumer Mannschaft, die im Spieljahr 2020/21 Hauptrundenmeister der ProB-Nord wurde und anschließend den Aufstieg in die 2. Bundesliga ProA schaffte. Er erzielte im Laufe der Saison 2020/21 im Mittel pro Begegnung 14,8 Punkte, gab 4 Korbvorlagen und erzielte 2,7 Ballgewinne (VfL-Bestwert). Mit 74 getroffenen Dreipunktewürfen erreichte er einen weiteren Mannschaftshöchstwert. 2024 stieg Kamp mit Bochum sportlich aus der zweithöchsten deutschen Spielklasse ab, jedoch blieb man als Nachrücker in der Liga.

### Nationalmannschaft
2012 nahm Kamp mit der deutschen U16-Nationalmannschaft an der Europameisterschaft in Litauen teil, zwei Jahre später bestritt er mit der U18-Auswahl des Deutschen Basketball Bundes das Albert-Schweitzer-Turnier.